# Konoe (Familie)

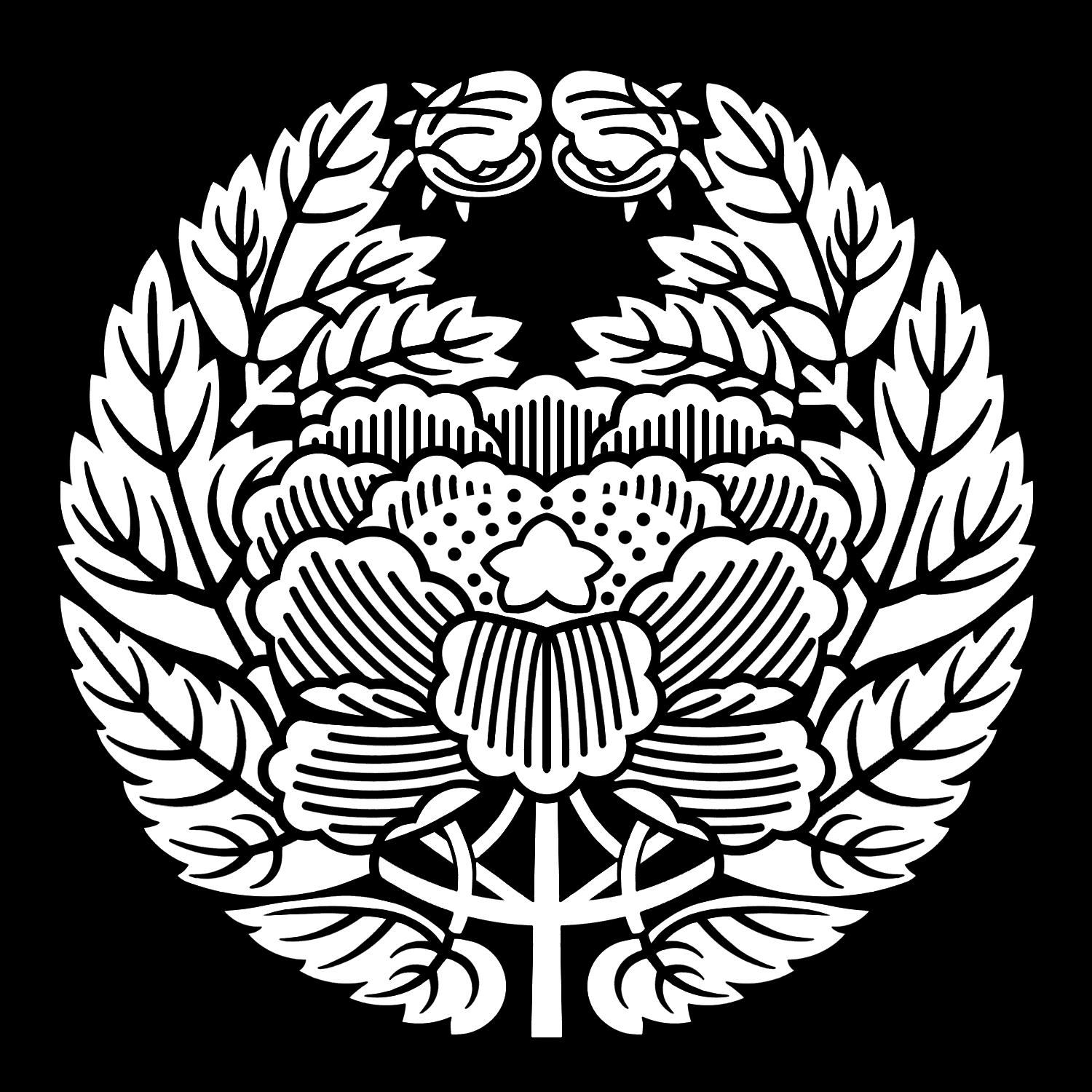
Wappen der Konoe
(Konoe-Pfingstrose)

Die Konoe (jap. 近衛家, Konoe-ke) waren eine Familie des japanischen Hofadels (Kuge), die sich von Fujiwara Iezane (1179–1242) ableitete. Die Konoe bildeten die bedeutendste der fünf Familien (Go-sekke), aus denen die Kaiserinnen und die Kampaku gewählt wurden. Sie besaßen seit der Heian-Zeit über Jahrhunderte großen politischen Einfluss bei Hofe.

## Allgemeines
Das Konoe-ke wurde als Abspaltung vom mächtigsten Fujiwara-Zweig, der Hokke von Konoe Motozane gegründet, der dabei durch Taira no Kiyomori, Unterstützung fand.
Die Familienoberhäupter durchliefen üblicherweise folgenden cursus honorum, wobei ihnen der entsprechende Hofrang mitverliehen wurde: Auf den Gon-Chūnagon (権中納言) folgte die Berufung in das Amt des Naidaijin (内大臣), dann zum „Kanzler zur Rechten“ (右大臣, Udaijin). Nach Amtsantritt als „Kanzler der Linken“ (Sadaijin), folgte oft die baldige oder gleichzeitige Ernennung zum Regenten. Die meisten Regenten traten nach einigen Jahren zurück. Sie erhielten dann häufig ehrenhalber das Großkanzleramt (Dajo-daijin). Viele zogen sich auch, ähnlich wie die zurückgetretenen Kaiser, in buddhistische Klöster zurück.
Die Konoes pflegten traditionell die Kalligraphie als Kunst. Besonders Hisamichi, Taneie und Nobutada gelten als herausragende Vertreter.
Bereits gegen Ende der Heian-Zeit war die politische Bedeutung des Kaiserhofs stark gesunken; seit 1221 erforderte die Ernennung eines Regenten die Zustimmung des Shogunats. Mit Etablierung des Tokugawa-Shogunats wurde der Hof vollkommen auf das Zeremonielle beschränkt. Zu dieser Zeit war es üblich, die Einstiegsämter an Kinder zu vergeben. So war z. B. Konoe Sakihisa bereits mit 5 Jahren in den 5. Hofrang erhoben worden. Mit 13 Jahren war er Naidaijin und mit 18 Regent.
Die Residenz der Familie brannte zwischen den Ōnin-Wirren und 1600 viermal komplett ab, mit dem ersten teilweisen Wiederaufbau wurde 1472 begonnen, er war 1489 noch nicht abgeschlossen.
In der Sengoku-Periode wurde das Prinzip der Primogenitur streng umgesetzt – praktisch alle nachgeborenen Söhne wurden in jungen Jahren in Klöster gesandt oder durch Adoption in andere adlige Familien gegeben. Der Konoe-Familie gelang es in späterer Zeit, ihren Einfluss auch innerhalb des Schwertadels zu sichern, indem sie dessen Angehörige in ihre prestigeträchtige Familie adoptierten oder ihre Töchter geschickt verheirateten. Viele von diesen wurden auch Kaisergemahlinnen, da es bis zum Taishō-Tennō übliche Praxis war, dass eine der kaiserlichen Frauen aus dem weiteren Fujiwara-Klan kam. Die Hino waren seit etwa 1560 Gefolgsleute (kerai) der Konoe, bis es 1602 zu einem Zerwürfnis kam. Das für 1679 belegte Familieneinkommen von 1800 koku war eher bescheiden. Zu dieser Zeit war die Familie dem Nichiren-Buddhismus verbunden. Besonders überzeugte Anhänger waren Fusatsugu, Masaie und Hisamichi.
Nach der Adelsreform 1884 mit der Einführung von fünf Klassen (Kazoku) wurden die Familienoberhäupter in die oberste Klasse, die der Fürsten (Kōshaku), eingereiht, nachrangige männliche Familienmitglieder wurden Grafen. Diese übten bis 1945 durch ihre Sitze im Herrenhaus direkten politischen Einfluss aus.
Die Familie hat im Lauf der Jahrhunderte bedeutende Archivalien und Kunstschätze angesammelt. Die vom 29. Familienoberhaupt und Premierminister Konoe Fumimaro 1938 etablierte Stiftung Yōmei Bunko verwaltet diese. Das Tokioter National Museum veranstaltete Anfang 2008 eine Ausstellung von über 200.000 Gegenständen aus dem Inventar.

## Geschichtlich bedeutende Angehörige

### Heian- und Kamakura-Zeit
- Konoe Motozane (近衛 基実; 1143–1166), Sohn des Fujiwara no Tadamichi ist der Urvater der Familie. Er stieg extrem schnell auf, bereits als Fünfjähriger erhielt er den folgenden fünften Rang, mit 14 Jahren den folgenden Zweiten. 1257–1260 war er Udaijin, 1258 wurde er Familienoberhaupt und unmittelbar danach Kanpaku für den Nijō-Tennō (r. bis 1265), dann Sesshō für Rokujō. Postum erfolgte die Ernennung zum Dajo Daijin im wirklichen ersten Rang.
- Konoe Motomichi (近衛 基通; 1160–1233)
- Konoe Iezane (近衛 家実; 1179–1242), der Sohn Motomichis wurde 1199 Udaijin, 1204 Sadaijin, 1206–21 Regent, der als er zurücktrat 1221 für ein Jahr Großkanzler wurde. Während des Jōkyū-Krieges stand er auf der Seite der Gegner des Ex-Kaisers Go-Toba. 1221–1223 war er erneut Sesshō, dann bis 1228 Kanpaku. 1242 wurde er Mönch unter dem Namen Enshin. Er ist auch als Inokuma bekannt, daher der Titel seines Tagebuchs Inokuma Kampaku-ki (= Guchu-reki), das die Zeit 1199–1211 abdeckt. Dieses Werk blieb deshalb erhalten, weil sein Nachfahr Masaie am 1465/9/20 die Rückseite für eine Beschreibung des buddhistischen Rituals Sento Gohako benutzte.[10]
- Konoe Motomichi (近衛 道経; † 1238), auch Kitashirawa genannt, der jüngere Bruder Iezanes, wurde 1207 Naidaijin, 1208 Udaijin. Er nahm 1234 die Tonsur und starb 55-jährig.
- Konoe Iemichi (近衛 家通; † 1224, 21-jährig) war der älteste Sohn von Iezane, der 1219 Udaijin, 1221 Sadaijin wurde.
- Konoe Kanetsune (1210–1259; 近衛 兼経) wurde 1224 Gon-Chūnagon im dritten Hofrang, 1227 Naidaijin, 1231 Kanzler zur Rechten, 1235 zur Linken. Auf die Erhebung in den folgenden ersten Rang 1236, folgte die Ernennung zum Regenten 1237–1241. Ab 1240 war er ein Jahr Großkanzler, um dann erneut ab 1242 zunächst als Sesshō, von 1247 bis 1252 als Kanpaku die Regentschaft auszuüben. Er hinterließ das Shigō go sukui ki („Über die Thronbesteigung des Shijō im Jahre 1232“) und sein Tagebuch Okanoya Kampaku-ki (岡屋關白記). Er war einer der Förderer Dōgens als sich dieser noch in der Hauptstadt aufhielt.[11] Seine Frau war eine Tochter von Kujō Michiie.
- Konoe Motohira (近衛 基平; 1246–1288), der Sohn von Kanetsune, wurde 1255 Gon-Chunagon im folgenden dritten Rang. Ab 1258 Naidaijin, 1261 Udaijin, 1265 Sadaijin wurde 1267 Regent, Er starb 23-jährig im folgenden Jahr. Sein Tagebuch trägt den Titel Shinjin-in Kampaku-ki.
- Konoe Iemoto (近衛 家基; 1261–1296), auch Kōzanji genannt, war der Erstgeborene von Motohira. 1288 Udaijin, 1289 Sadaijin war er 1289–1291 und 1293–1296 Regent für den Fushimi-Tennō. Seine Hauptfrau war eine Tochter des Kameyama-Tennō. Von ihm überkommen ist ein Lehrbuch japanischer Musik Zan’ya-shō. Sein jüngerer Bruder:
- Konoe Kanemori († 1336), war zeitweilig Mitglied im Staatsrat und ab 1310 außerordentlicher Kanzler.
- Konoe Tsunehira (近衛 経平; 1287–1318; auch Gojōyōji), war der Sohn des Iemoto mit seiner Hauptfrau, daher Familienoberhaupt. Erhoben in den folgenden dritten Rang 1295 wurde er 1301 Gon-Chūnagon, 1309 Naidaijin. Ab 1313 Kanzler Zur rechten, seit 1315 im folgenden ersten Rang. Im nächsten Jahr wurde er Kanzler zur Linken, 1318 Ausbilder des Kronprinzen.
- Konoe Iehira (近衛 家平; † 1324, 53-jährig) dessen Vater Iemoto war (seine Mutter die Nebenfrau), wurde 1305 Udaijin, 1309 Sadaijin und 1313–1315 Regent. Er hatte ein Alkoholproblem und schadete ebenso wie der Säufer Sugawara Tadanaga dem Kaisertum, da er sich als illoyal und parteiisch erwies.[12] Das Masukagami zeichnet seine im mittleren Alter deutlicher werdende sexuelle Vorliebe für pubertierende Knaben auf. Nach seinem Eintritt in den geistlichen Stand nahm er den Namen Okamoto Nyōdō an. Sein Sohn:
- Konoe Tsunetada (近衛 経忠; 1302–1352) wurde 1316 Gon-Chūnagon, 1323 Udaijin im folgenden Jahr Sadaijin. 1330 und erneut 1336-7 wurde er Kanpaku und in den folgenden ersten Rang befördert. Er blieb der südlichen Dynastie treu und begleitete Go-Daigo ins Exil auf den Yoshino-Berg. Sein Sohn hieß Jitsugen.
- Konoe Mototsugu (近衛 基嗣; 1305–1354), Sohn des Tsunehira, auch bekannt als Okaya Kampaku. Nach seiner Erhebung in der dritten Rang 1316, im Jahre 1319 Gon-Chūnagon, 1326 Naidaijin, 1330–31 Kanzler zur Rechten und Ausbilder des Kronprinzen. 1337–1338 Regent für Kōmyō. Verfasser der Tempelgeschichte Ryōga-ji-ki.
- Konoe Michitsugu (近衛 道嗣; † 1387, 56-jährig). 1347 Naidaijin, 11349 Udaijin, 1360–1362 Sadaijin und 1361–1363 Regent. Name im geistlichen Stand: Goshinshin-in. Ein Gemälde im Jizoin aus dem Jahre 1364 soll ein zeitgenössisches Porträt sein.[13]
- Konoe Kanetsugu (近衛 兼嗣; † 1388, 29-jährig) der Sohn Michitsugu, wurde 1375 Naidaijin und Udaijin. Er war im Jahr 1388 kurzzeitig Sesshō.

### Bakufu ab 1392
- Konoe Fusatsugu (近衛 房嗣; 1402–1488), Sohn des Tadatsuga, war Hofarchitekt zur Zeit des Go-Daigo-Tennō. Er gilt auch als Planer der schogunalen Residenz Muromachi, die 1433–1436 errichtet wurde. Sein Konkurrent bei Hofe war Ichijō Kanera. Er war Regent von 1445 bis 1447, 1461 Großkanzler und zog sich 1474 in ein Kloster zurück. Sein erstgeborener Sohn:
- Konoe Norimoto (近衛 教基; 1423–1462), wurde 1442 Gon-Chūnagon und Direktor der linken Torwache (左衛門督). 1455 Naidaijin, 1457 Udaijin, dann auch Leiter des Amtes für die kaiserliche Leibgarde zur Linken (左大将).
- Konoe Masaie (近衛 政家; 1444–1505) 2. Sohn des Funsatsugu.
- Konoe Hisamichi (近衛 尚通; 1472–1544), Sohn von Masaie, wurde 1485 Gon-Dainagon, 1493 Udaijin, 1496 Sadaijin, 1512–1516 Großkanzler. Gleichzeitig war er 1493–1497 und erneut 1513–14 Regent. Sein Tagebuch ist als Gohōjōji Kampaku-ki erhalten. Seine Tochter wurde in die shogunale Familie verheiratet und wurde die Mutter von Ashikaga Yoshiteru und Ashikaga Yoshimitsu.[8]
- Konoe Taneie (近衛 稙家; 1503–1566) Sohn des Naomichi. 1525–1533 und 1536–1542 Regent. Großkanzler 1537–1542. Er folgte 1547 Ashikaga Yoshiharu nach Kita-shirakawa und diente dem Shogun. Seine Tochter, später Keijuin genannt, war die Mutter von Ashikaga Yoshiteru.
- Konoe Sakihisa (近衛 前久; 1536–1612)
- Konoe Nobutada (近衛 信尹; 1565–1614; = Nobusuke) berühmter Kalligraph.
- Konoe Nobuhiro (近衛 信尋; 1599–1649)
- Konoe Iehiro (近衛 家煕; 1667–1739)
- Konoe Hisatsugu (近衛 尚嗣) Enkel des Nobuhiro war seit 1642 Udaijin, 1647 Sadaijin und Regent von 1651 bis 1653. Er starb bald nach seinem Rücktritt, 32-jährig. Sein Sohn Motohiro stammte aus einer Liaison mit einer Dienerin, dieser wurde jedoch von der Hauptfrau – Prinzessin Akiko – adoptiert.
- Konoe Motohiro (近衛 基熈; 1648–1722) Sohn von Hisatsugu.
- Konoe Hiroko (1666/3/26[14]-1741/2/28 in Edo), Tochter Motohiros war die Hauptfrau des Shogun Tokugawa Ienobu.
- Konoe Iehisa (近衛 家久; 1687–1737), Sohn des vorgenannten, überbrachte 1709 die shōgun senge an den neuen Amtsinhaber, seinen Schwager. Er wurde 1715 Udaijin, 1722 Sadaijin 1733 Großkanzler und 1726–1736 Regent. Sein geistlicher Name war Nyozeikan-in. Sein Tagebuch trägt den Titel Iehisakō-ki.
- Konoe Uchisaki (近衛 内前; 1728–1785), Iehisa Sohn war 1743 Naidaijin, 1745 Udaijin 1749 Sadaijin geworden. Für Kaiser Momozono war er 1757–1762 Kanpaku, unmittelbar darauf folgend Sesshō (bis 1372) für Go-Momozono, nach dessen Volljährigkeit erneut Kanpaku bis 1778, seit 1768 auch Dajodaijin. Seine Frau war Tokugawa Katsuko (徳川勝子).
- Konoe Tsunehiro (近衛 経熙; 1761–1799), Sohn von Uchisaki. 1779 Naidaijin; 1787–1791 als Haushofmeister des Exkaisers Kanzler zur Rechten, deshalb auch Goyorakuin.
- Konoe Motosaki (近衛 基前; 1783–1820), begann seine Karriere als Naidaijin im folgenden ersten Rang 1799, war dann Lehrer des Kronprinzen (東宮傅). 1813 Kanzler zur Rechten, 1815–1820 zur Linken. Seine Tochter Sadako (定子) wurde die Frau des 11. Herrn von Owari, Tokugawa Nariharu.
- Konoe Tadahiro (近衛 忠熙; 1808–1898), Sohn des Motosaki, diente vier Kaisern Kōkaku, Ninkō, Kōmei – für den er 1862-3 Regent war – und Meiji. Er war ein Opfer der Ansei-Säuberung 1858, vor der er ins Kloster floh. Nach drei Jahren wurde er begnadigt und zum Vermittler zwischen Kaiserhof und schogunaler Regierung. Nach der Meiji-Restauration wurde er gefürstet. Seine Hauptfrau war eine Adoptivtochter von Shimazu Narioki. Eine Tochter heiratete den Sadaijin Ichijō Saneyoshi.
- Konoe Tadahiro (近衛 忠房; 1838–1873) war der erstgeborene Sohn Tadahiros. Ab 1858 war er Sadaijin; auch war er für Shintō-Angelegenheiten zuständig und Oberpriester des Ise-Schreins. Er adoptierte seinen deutlich jüngeren Halbbruder Atsumaro.

### Nach 1868
- Konoe Atsumaro (近衞 篤麿, 1863–1904). Dessen Söhne:
  - Konoe Fumimaro (近衞 文麿; † 1945) Premierminister.
  - Konoe Hidemaro (近衛 秀麿, 1898–1973) Komponist und Dirigent.
- Konoe Tadateru (近衞 忠煇, * 1939)

### Zu Einzelpersonen
- 新井栄蔵; 近代初期の青年公家«近衛尚嗣»の教養 (Education of a Young Peer „Konoe Hisatsugu in Japanese Early Modern Age“); in: 人間文化研究科年報 (Annual report of Graduate Division of Human Culture; ISSN 0913-2201), Vol. I, S. 1–12
- Cecilia Seigle: Konoe Hiroko, Consort of Tokugawa Ienobu. in: Harvard Journal of Asiatic Studies, Vol. 59,2, S. 485–522